# Диосмийтриванадий
Диосмийтриванадий — бинарное неорганическое соединение, интерметаллид
осмия и ванадия
с формулой V3Os2,
кристаллы.

## Получение
- Сплавление стехиометрических количеств чистых веществ:

{\displaystyle {\mathsf {2\,Os+3V\ {\xrightarrow {2140^{o}C}}\ V_{3}Os_{2}}}}

## Физические свойства
Диосмийтриванадий образует кристаллы
кубической сингонии,
пространственная группа P m3m,
параметры ячейки a = 0,3005 нм, 
структура типа хлорида цезия CsCl
.
Соединение конгруэнтно плавится при температуре 2140°С .
Имеет большую область гомогенности 38÷43 ат.% осмия.